# Кобељарово
Кобељарово (слч. Kobeliarovo) насељено је мјесто са административним статусом сеоске општине (слч. obec) у округу Рожњава, у Кошичком крају, Словачка Република.

## Прошлост
У месту је 1795. године рођен велики слависта, историчар , лингвиста Павел Шафарик (умро 1861). Био је син тамошњег евангелистичког свештеника и учитеља Павела Шафарика. Породица Шафарик потиче од чешких емиграната који су ту пребегли у првој половини 18. века.

## Становништво
| Година:    | 1994. | 2004.   | 2014.   | 2024.    |
| ---------- | ----- | ------- | ------- | -------- |
| Број људи: | 421   | 433     | 457     | 509      |
| Разлика:   |       | +2,85 % | +5,54 % | +11,37 % |

| Година:    | 2023. | 2024.   |
| ---------- | ----- | ------- |
| Број људи: | 498   | 509     |
| Разлика:   |       | +2,20 % |

Према подацима о броју становника из 2011. године насеље је имало 458 становника.